# Тахир-хан
Тахир-хан (каз. Тахир хан / Tahir han) — сын Адик-султана, внук одного из основателей Казахского ханства Жанибек-хана, казахский хан, правитель Казахского ханства в 1523—1533 годах. Правление Тахира было неудачным, не обладая дипломатическим и политическим характером, он потерпел поражение он Мангытов и Шейбанидов, от него уходили его же люди.

## Биография
Тахир Хан, как пишет Мирза Хайдар, был сыном Адика-султана, который, в свою очередь, был четвертым сыном Жанибека I. Тахир Хан был старшим сыном влиятельного Адика-султана и внуком одного из основателей Казахского ханства. Он был беззаботным и счастливым. Родившись Чингизидом, он имел титул султана, а также наследственные права и преимущества. Вероятно, Тахир Хан обучался в Ташкентской школе, где жили его родители длительное время. Как описывает его Мирза Хайдар, который хорошо знал Тахира, он был по природе злым и жестоким человеком, а также крайне подозрительным.
Пришёл он к власти счастливым случаем, со смертью Мамаш-хана в 1522 году, началась политическая раздробленность. Междоусобная борьба за власть в ханстве, развязывалась войной между казахских султанов. В конце концов, ханом был провозглашён Тахир. Оглядываясь на прошлое, на правление хана Тахира, можно заметить, что он не смог найти общий язык со степной знатью и своим народом. По словам Мирзы Хайдара Дуглата, казахские султаны и бии неоднократно покидали своего верховного предводителя, а кыргызы оставались более преданными Тахиру, чем сами казахи. Тахир хан стал первым из казахских ханов, чья власть распространилась и на кыргызов. С того времени  кыргызские племена, не имевшие своих ханов-чингизидов, согласно тюрко-монгольской традиции, стали признавать право на власть казахских ханов, ведшие свое происхождение от Чингиз-хана. Все начинания Тахира завершались неудачей, так как у него не было ни дипломатических, ни военных талантов. Он потерпел поражения от Мангытов и Шейбанидов и угрожал моголам, но не вступил с ними в открытый бой.
В 1522 году,  Могольский хан Мансур совершил поход на казахское ханство, но потерпел сокрушительное поражение в местности Арысь. По итогу ему пришлось заключить мирный договор и отдать свою сестру замуж за Бауш-хана.
Что бы Тахир-хан ни делал, все давалось с трудом и все его начинания кончались неудачно. Он не обладал ни дипломатическими, ни военными талантами, о чём свидетельствуют его неоднократные военные поражения и дипломатические неудачи. Ещё зимой 1523—1524 гг. его покинула часть казахов. К середине 1526 г. дела Тахир-хана совсем ухудшились, а его отрицательные черты характера стали проявляться еще сильнее. "По этой причине, — пишет Мирза Хайдар Дуглат, — просвещённые сердца султанов отвратились от него; у него был брат по имени Абу-л-Касим-султан, народ считал, что жестокости Тахир-хана исходят от него. Сразу же рукой победоносной умертвили его. Самое значительное событие в истории Казахского ханства периода правления Тахир-хана — это переход в 1526 г. всего Семиречья во власть казахских владетелей. Судя по источникам, Тахир-хан первым из казахских властителей вступил в войну с калмыками. По словам Васифи, автора «Бадаи ал-Вакаи» и современника Тахира, казахский хан построил у подножия одной горы «крепость Джатан» для отражения войск калмыков. Замечательно, что в 1537—1538 гг., когда хан моголов Абд ар-Рашид в союзе с Шибанидами выступил на войну против казахов, казахское войско укрепилось именно в крепости Джатан. Точное местоположение укрепления Джатан неизвестно.
Тахир-хан, отличавшийся крайней жестокостью и несправедливостью и не обладавший в то же время способностями правителя, вызвал своим правлением всеобщую ненависть и был покинут своим народом.  В результате ногайских походов 1525-1526 года, Ногайская Орда оккупировала территорию до реки Тургай. Между 1527 и 1529 гг., Бухарский Кучкунджи-хан, одержал победу над Тахир-ханом. В 1528 гг., киргизы под командованием Тахир-хана, удачно защищали Жетысу, от ойратских и могульских набегов.
Тахир-хан умер между 1529 и 1533 годами, по сообщению Мухаммада Хайдара «он остался среди киргизов и умер в самом несчастном (бедственном) положении». После смерти Тахира ханская власть перешла в руки к его брату Буйдашу.